# Luigi Villoresi
Luigi Villoresi (ur. 16 maja 1909, zm. 24 sierpnia 1997) – włoski kierowca wyścigowy. Startował w zespołach Ferrari, Maserati, Lancia, Scuderia Centro Sud. Ośmiokrotnie stawał na podium, lecz nigdy nie wygrał wyścigu Formuły 1. W 1946 roku wystartował w wyścigu Indianapolis 500. Zmarł w 1997 roku.

## Wyniki

### Formuła 1
| Legenda oznaczeń w tabelach wyników Wyświetl szablon na nowej stronie | Legenda oznaczeń w tabelach wyników Wyświetl szablon na nowej stronie                                                                     |
| Oznaczenie                                                            | Wyjaśnienie |
| --------------------------------------------------------------------- | --- |
| Złoty                                                                 | Zwycięzca lub mistrzostwo |
| Srebrny                                                               | 2. miejsce lub wicemistrzostwo |
| Brązowy                                                               | 3. miejsce lub II wicemistrzostwo |
| Zielony                                                               | Ukończył, punktował (w klasyfikacji generalnej, gdy zdobył co najmniej jeden punkt na przestrzeni sezonu, poza trzema powyższymi opcjami) |
| Niebieski                                                             | Ukończył, nie punktował (w klasyfikacji generalnej, gdy nie zdobył co najmniej jednego punktu na przestrzeni sezonu)                      |
| Czerwony                                                              | Nie zakwalifikował się (NZ) |
| Czerwony                                                              | Nie prekwalifikował się (NPK) |
| Różowy                                                                | Nie ukończył (NU) |
| Różowy                                                                | Niesklasyfikowany (NS) (w klasyfikacji generalnej, gdy nie został sklasyfikowany w żadnym wyścigu sezonu)                                 |
| Czarny                                                                | Zdyskwalifikowany (DK) |
| Czarny                                                                | Wykluczony (WYK/EX) |
| Biały                                                                 | Nie wystartował (NW) |
| Biały                                                                 | Kontuzjowany (K/INJ) |
| Biały                                                                 | Wyścig odwołany (OD/C) |
| Bez koloru                                                            | Został wycofany (WYC/WD) |
| Bez koloru                                                            | Nie przybył (NP/DNA) |
| Bez koloru                                                            | Nie brał udziału w treningach (NT/DNP) |
| Bez koloru                                                            | Nie został zgłoszony (–) |
| Pogrubienie                                                           | Start z pole position |
| Kursywa                                                               | Najszybsze okrążenie wyścigu |
| †                                                                     | Nie ukończył, ale jego rezultat został zaliczony ze względu na przejechanie więcej niż 90% dystansu wyścigu.                              |
| *                                                                     | Sezon w trakcie |
| 1/2/3                                                                 | Punktowana pozycja w sprincie kwalifikacyjnym                                                                                             |
| Lista systemów punktacji Formuły 1                                    | |

| Rok  | Zespół                    | Samochód      | Wyniki w poszczególnych eliminacjach | Wyniki w poszczególnych eliminacjach | Wyniki w poszczególnych eliminacjach | Wyniki w poszczególnych eliminacjach | Wyniki w poszczególnych eliminacjach | Wyniki w poszczególnych eliminacjach | Wyniki w poszczególnych eliminacjach | Wyniki w poszczególnych eliminacjach | Wyniki w poszczególnych eliminacjach | Pkt.    | Msc. |
| ---- | ------------------------- | ------------- | ------------------------------------ | ------------------------------------ | ------------------------------------ | ------------------------------------ | ------------------------------------ | ------------------------------------ | ------------------------------------ | ------------------------------------ | ------------------------------------ | ------- | ---- |
| 1950 | Scuderia Ferrari          | Ferrari 125   | GBR                                  | MCO                                  | USA                                  | SUI                                  | BEL                                  | FRA                                  | ITA                                  |                                      |                                      | 0       | NS   |
| 1950 | Scuderia Ferrari          | Ferrari 125   | –                                    | NU                                   | –                                    | NU                                   | 6                                    | NW                                   | –                                    |                                      |                                      | 0       | NS   |
| 1951 | Scuderia Ferrari          | Ferrari 375   | SUI                                  | USA                                  | BEL                                  | FRA                                  | GBR                                  | DEU                                  | ITA                                  | ESP                                  |                                      | 15 (18) | 5    |
| 1951 | Scuderia Ferrari          | Ferrari 375   | NU                                   | –                                    | 3                                    | 3                                    | 3                                    | 4                                    | 4                                    | NU                                   |                                      | 15 (18) | 5    |
| 1952 | Scuderia Ferrari          | Ferrari 500   | SUI                                  | USA                                  | BEL                                  | FRA                                  | GBR                                  | DEU                                  | NED                                  | ITA                                  |                                      | 8       | 8    |
| 1952 | Scuderia Ferrari          | Ferrari 500   | –                                    | –                                    | –                                    | –                                    | –                                    | –                                    | 3                                    | 3                                    |                                      | 8       | 8    |
| 1953 | Scuderia Ferrari          | Ferrari 500   | ARG                                  | USA                                  | NED                                  | BEL                                  | FRA                                  | GBR                                  | DEU                                  | SUI                                  | ITA                                  | 17      | 5    |
| 1953 | Scuderia Ferrari          | Ferrari 500   | 2                                    | –                                    | NU                                   | 2                                    | 6                                    | NU                                   | 8                                    | 6                                    | 3                                    | 17      | 5    |
| 1954 | Officine Alfieri Maserati | Maserati 250F | ARG                                  | USA                                  | BEL                                  | FRA                                  | GBR                                  | DEU                                  | SUI                                  | ITA                                  | ESP                                  | 2       | 20   |
| 1954 | Officine Alfieri Maserati | Maserati 250F | –                                    | –                                    | –                                    | 5                                    | NU                                   | NW                                   | –                                    | NU                                   | –                                    | 2       | 20   |
| 1954 | Scuderia Lancia           | Lancia D50    | –                                    | –                                    | –                                    | –                                    | –                                    | –                                    | –                                    | –                                    | NU                                   | 2       | 20   |
| 1955 | Scuderia Lancia           | Lancia D50    | ARG                                  | MCO                                  | USA                                  | BEL                                  | NED                                  | GBR                                  | ITA                                  |                                      |                                      | 2       | 20   |
| 1955 | Scuderia Lancia           | Lancia D50    | NU                                   | 5                                    | –                                    | NP                                   | –                                    | –                                    | NW                                   |                                      |                                      | 2       | 20   |
| 1956 | Scuderia Centro Sud       | Maserati 250F | ARG                                  | MCO                                  | USA                                  | BEL                                  | FRA                                  | GBR                                  | DEU                                  | ITA                                  |                                      | 2       | 20   |
| 1956 | Scuderia Centro Sud       | Maserati 250F | –                                    | –                                    | –                                    | 5                                    | –                                    | –                                    | –                                    | –                                    |                                      | 2       | 20   |
| 1956 | Luigi Piotti              | Maserati 250F | –                                    | –                                    | –                                    | –                                    | NU                                   | 6                                    | NU                                   | –                                    |                                      | 2       | 20   |
| 1956 | Officine Alfieri Maserati | Maserati 250F | –                                    | –                                    | –                                    | –                                    | –                                    | –                                    | –                                    | NU                                   |                                      | 2       | 20   |

Uwagi
1. ↑  Do 1990 roku nie wszystkie wyścigi były liczone do klasyfikacji generalnej (zobacz Lista systemów punktacji Formuły 1). Numer w nawiasach to łączna liczba wszystkich zdobytych punktów.